# Variatio 22
Variatio 22 è l'album che segna l'esordio discografico del cantautore trentino Daniele Groff, pubblicato nel 1998.
Da Variatio 22 sono stati estratti cinque singoli: Daisy (con il quale ha vinto Sanremo Giovani 1998), Io sono io, Lamerica, Adesso (con il quale partecipa al Festival di Sanremo 1999 ottenendo il 5º posto) e Everyday, presente nella colonna sonora del film Il pesce innamorato di Leonardo Pieraccioni.

## Tracce
1. Daisy – 3:44
2. Vivere per sempre – 3:15
3. Lamerica – 4:11
4. Adesso – 4:17
5. Variatio 22 – 4:29
6. Io sono io – 4:40
7. Un mondo da scoprire – 4:39
8. Green in the Park – 3:42
9. Bob Paul & Seneca – 3:06
10. Everyday – 3:56
11. Walking Fly – 3:43
12. Dove sei stata – 6:20

## Musicisti
- Daniele Groff - voce, violoncello, clavicembalo, chitarra acustica
- Costantino Paganelli - Chitarra acustica, chitarra elettrica
- Bernhard Hoetzl - batteria
- Fulvio Liberati - basso
- Phil Palmer - chitarra acustica, chitarra elettrica
- Riccardo Pellegrino - chitarra acustica, violino
- Orchestra di Roma - archi
- Luca Pincini - violoncello
- Fabio Severini - oboe
- Eliseo Smordioni - fagotto